# Championnats d'Afrique de pentathlon moderne 2002
Navigation
Édition précédente Édition suivante
Les championnats d'Afrique de pentathlon moderne 2002 ont lieu le 20 mars 2002 au Caire, en Égypte. Cette compétition est open, c'est-à-dire ouverte aux pentathloniens d'autres continents. Le premier Africain et la première Africaine sont quant à eux sacrés champions d'Afrique.

## Médaillés africains
Les médaillés de ces championnats d'Afrique sont :
| Individuel femmes         | Omnia Fakhry (EGY)                           | Karina Gerber (RSA)                         | Isabel De Bruin (RSA) |  |  |  |
|                           |                                              |                                             |                       |  |  |  |
| Relais par équipes femmes | Afrique du Sud Karina Gerber Isabel De Bruin | Égypte Houda Ghonim Aya Medany Omnia Fakhry |                       |  |  |  |

## Tableau des médailles
| Rang  | Nation         | Or | Argent | Bronze | Total |
| ----- | -------------- | -- | ------ | ------ | ----- |
| 1     | Afrique du Sud | 1  | 1      | 1      | 3     |
| 2     | Égypte         | 1  | 1      | 0      | 2     |
| Total | Total          | 2  | 2      | 1      | 5     |

## Classement open
| Rang | Nom                   |
| ---- | --------------------- |
| 1    | Katalin Partics (GRE) |
| 2    | Vivien Máthé (HUN)    |
| 3    | Heather Fell (GBR)    |

| Rang | Nom                                                                    |
| ---- | ---------------------------------------------------------------------- |
| 1    | Hongrie Adrienn Szathmáry Vivien Máthé Bea Simóka                      |
| 2    | Grande-Bretagne Heather Fell Sarah Langridge Joanna Clark Helen Shearn |
| 3    | Afrique du Sud Karina Gerber Isabel De Bruin                           |